# Bahnhof Lollar
Der Bahnhof Lollar ist ein Inselbahnhof in Mittelhessen am Streckenkilometer 125,9 der Main-Weser-Bahn. Die Hochbauten des Bahnhofes sind ein Kulturdenkmal laut Hessischem Denkmalschutzgesetz.

## Geschichte
Der Bahnhof Lollar wurde am 25. Juli 1850 zeitgleich mit der Main-Weser-Bahn eröffnet. Er befand sich damals etwa 500 Meter nördlich des heutigen Bahnhofs. Die Ortsstraße Am alten Bahnhof weist noch heute darauf hin.
Mit der Aufnahme des Schienenverkehrs verlagerte sich der Frachtverkehr, der, aufgrund der Erhebung von Brückenzolls, viel Geld in die Stadtkasse spülte, binnen kurzer Zeit auf die Schiene, sodass wichtige Einnahmen wegfielen. Deshalb sahen viele Einwohner der Eisenbahn skeptisch entgegen und man befürchtete eine Verarmung des Ortes.
Mit dem Bau der Bahnstrecke Lollar–Wetzlar, die Teil der Kanonenbahn (Berlin–Metz) war und zweigleisig ausgebaut werden sollte (so waren einzelne Brücken bereits für zweigleisigen Betrieb ausgelegt), wurde das Bahnhofsareal komplett umgebaut. Der Durchgangsbahnhof wurde um 500 Meter nach Süden verlegt und mit einem viel größeren Empfangsgebäude ausgestattet. Dieses lag in der Mitte der Gleisanlagen, somit wurde Lollar zu einem Inselbahnhof. 1879, ein Jahr nach der Eröffnung der Zweigstrecke, wurde der neue Bahnhof eröffnet. Durch die neue Strecke konnte nach Frankfurt am Main nun mit Siegen ein weiteres Oberzentrum erreicht werden.
Mit der Inbetriebnahme der Lumdatalbahn nach Grünberg am 1. Juni 1902 wurde Lollar ein regionaler Eisenbahnknotenpunkt mit regem Verkehr. Diese Zweigstrecke diente jedoch ausschließlich dem Regional- und Güterverkehr. Außerdem wurden von Beginn an die meisten Züge ins benachbarte Gießen durchgebunden.
Nachdem der Abschnitt Londorf–Grünberg der Lumdatalbahn bereits am 26. Mai 1963 stillgelegt worden und somit eine umstiegsfreie Verbindung mit der Bahnstrecke Gießen–Fulda weggefallen war, begann auch im Knotenbahnhof Lollar der Niedergang des Eisenbahnzeitalters. Am 30. Mai 1980 endete der Personenverkehr nach Wetzlar, ein Jahr später war mit dem Reststück der Lumdatalbahn bis zum Bahnhof Londorf Schluss. Beide Strecken lagen jedoch in dicht besiedelten Gebieten und hätten einen weiteren Betrieb zugelassen. Der letzte Personenzug nach Londorf wurde von vielen Demonstranten, die eine Weiterführung des Verkehrs forderten, begleitet.

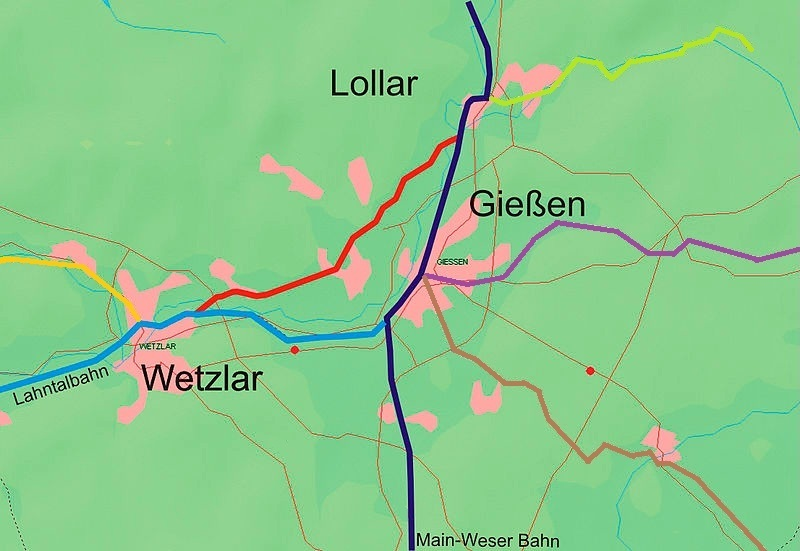
Karte mit den Bahnstrecken in der Region Gießen/Lollar/Wetzlar

Am 28. Februar 1983 wurde dann der Güterverkehr auf dem Abschnitt Lollar–Abendstern (Strecke nach Wetzlar) eingestellt, welche 1991 stillgelegt wurde. Im gleichen Jahr endete auch auf der Lumdatalbahn der Güterverkehr im Abschnitt Didier-Werke–Londorf.
Ende der 1980er Jahre gab es umfangreiche Umbauarbeiten im nördlichen Bahnhofsbereich. Dabei wurde das Gleisfeld so verändert, dass nun die Züge der Lumdatalbahn den westlichen Bahnhofsteil anfahren können. Deshalb wurden die Gleise dieser Bahnstrecke (3–5) verkürzt, die seitdem aus nördlicher Richtung nicht mehr angefahren werden können. Zu diesem Zeitpunkt gab es neben dem durchgehenden Betrieb der Main-Weser-Bahn nur noch Güterverkehr der Lumdatalbahn und einzelne Verladungen am Güterschuppen. Mit dieser Maßnahme wurden die Kapazitäten des Bahnhofs eingeschränkt.
Mit Beginn der 1990er Jahre keimten Bemühungen auf, die Lumdatalbahn bis zum Bahnhof Londorf im Personennahverkehr zu reaktivieren. 1993 und 1996 wurden in den Sommermonaten an Wochenenden Sonderfahrten mit Triebwagen der Hessischen Landesbahn nach Allendorf (Lumda) durchgeführt. Am 25. August 1995 wurde die Lumdatalbahn AG gegründet, die sich der Reaktivierung der Strecke bis Londorf annimmt. 1997 gab es Testfahrten mit fabrikneuen Zügen des Types „Talent“, die jedoch nur noch bis Mainzlar möglich waren. Seitdem gibt es nur noch einzelne Sonderfahrten.
Ende der 1990er Jahre wurde die Verladung von Einzelwagen eingestellt. Die Zufahrt erfolgte über das Gleis der Lumdatalbahn. Auf dem am Güterschuppen verlaufenden Ladegleis wurde bis etwa 2000 verladen, wobei zuletzt Schrott von der Laderampe verladen wurde. Außerdem wurden hin und wieder auch Mähdrescher von einem K-Wagen an der Kopframpe entladen. Seitdem wird in Lollar nichts mehr ver- oder entladen.

## Bahnanlagen

### Empfangsgebäude

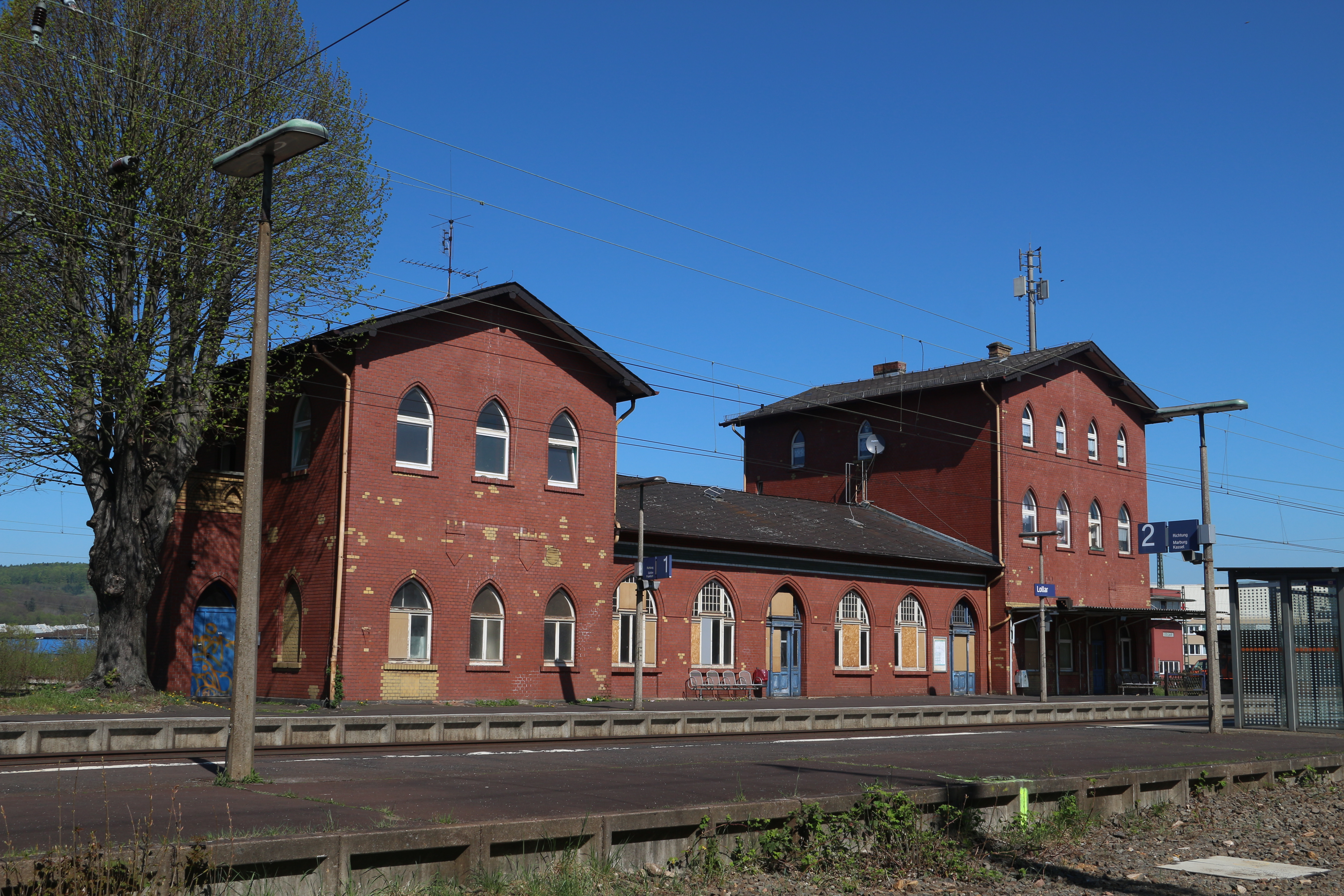
Foto des Empfangsgebäudes vom Frühjahr 2015. Das Gebäude ist durch Vandalismus stark beschädigt

Das erste Empfangsgebäude für Lollar von 1849/50 befand sich im ersten Bahnhof des Ortes, der etwa 500 m nördlich es heutigen lag. Es stammt von Julius Eugen Ruhl, ist privatisiert und erhalten. Die Ortsstraße Am alten Bahnhof führt dorthin.
Das heutige Empfangsgebäude, des „neuen“ Bahnhofs, wurde 1879 eröffnet. Es ist ein Klinkerbau und steht zwischen den Gleisanlagen, was Lollar zum Inselbahnhof macht. Der Bau ist in ein zweistöckiges Südgebäude, ein einstöckiges Mittelstück und ein dreistöckiges Nordgebäude unterteilt. Es beinhaltet unter anderem eine Wartehalle, eine Fahrkartenausgabe, einen Übernachtungsraum für Lokführerübernachtungen und eine Bahnhofsgaststätte, wobei all diese Einrichtungen mittlerweile geschlossen sind. Bis 1989 war die Fahrkartenausgabe geöffnet, der räumlich eine Expressgutabfertigung angegliedert war. Die Bahnhofsgaststätte wurde Ende der 1980er Jahre geschlossen. Danach öffnete sie noch zweimal in kürzeren Zeiträumen durch andere Pächter. Das Gebäude soll einer Kulturgenossenschaft als Standort dienen.
Der Zugang zum Bahnhof erfolgt von Norden über die Unterführung der Bahnhofsstraße.

### Gleisanlagen

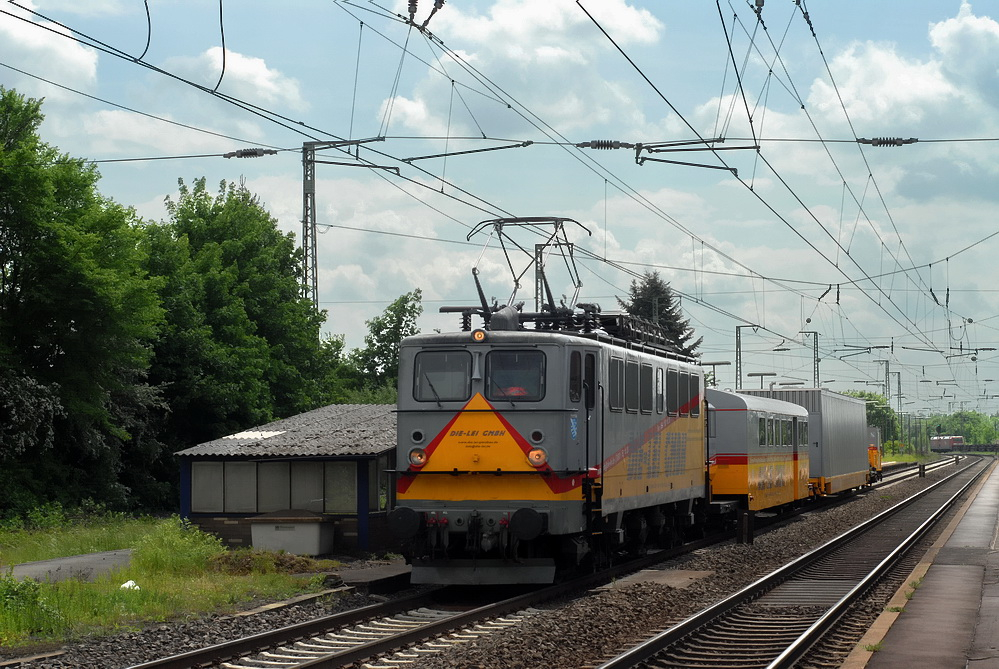
Zug der „DIE-LEI GmbH“ auf Gleis 2, im Vordergrund der Aufgang der Unterführung

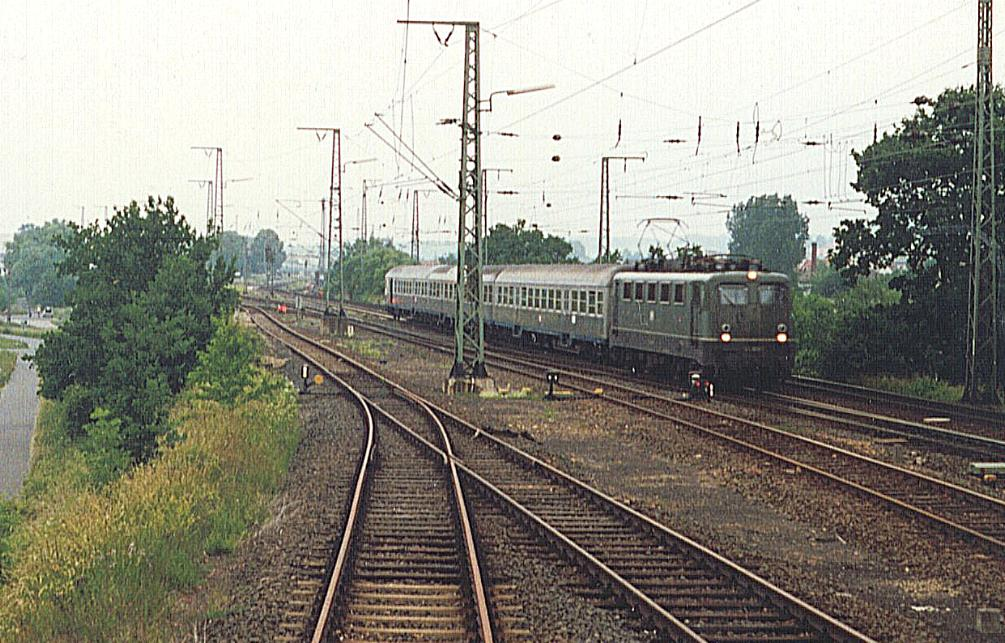
Die südliche Bahnhofsausfahrt 1992 mit Blick Richtung Marburg: Ganz links, unter dem Fotografen liegt Gleis 20, rechts folgt Gleis 19, dann in der Mitte das ehem. Streckengleis nach Wetzlar und rechts die beiden Gleise der Main-Weser-Bahn

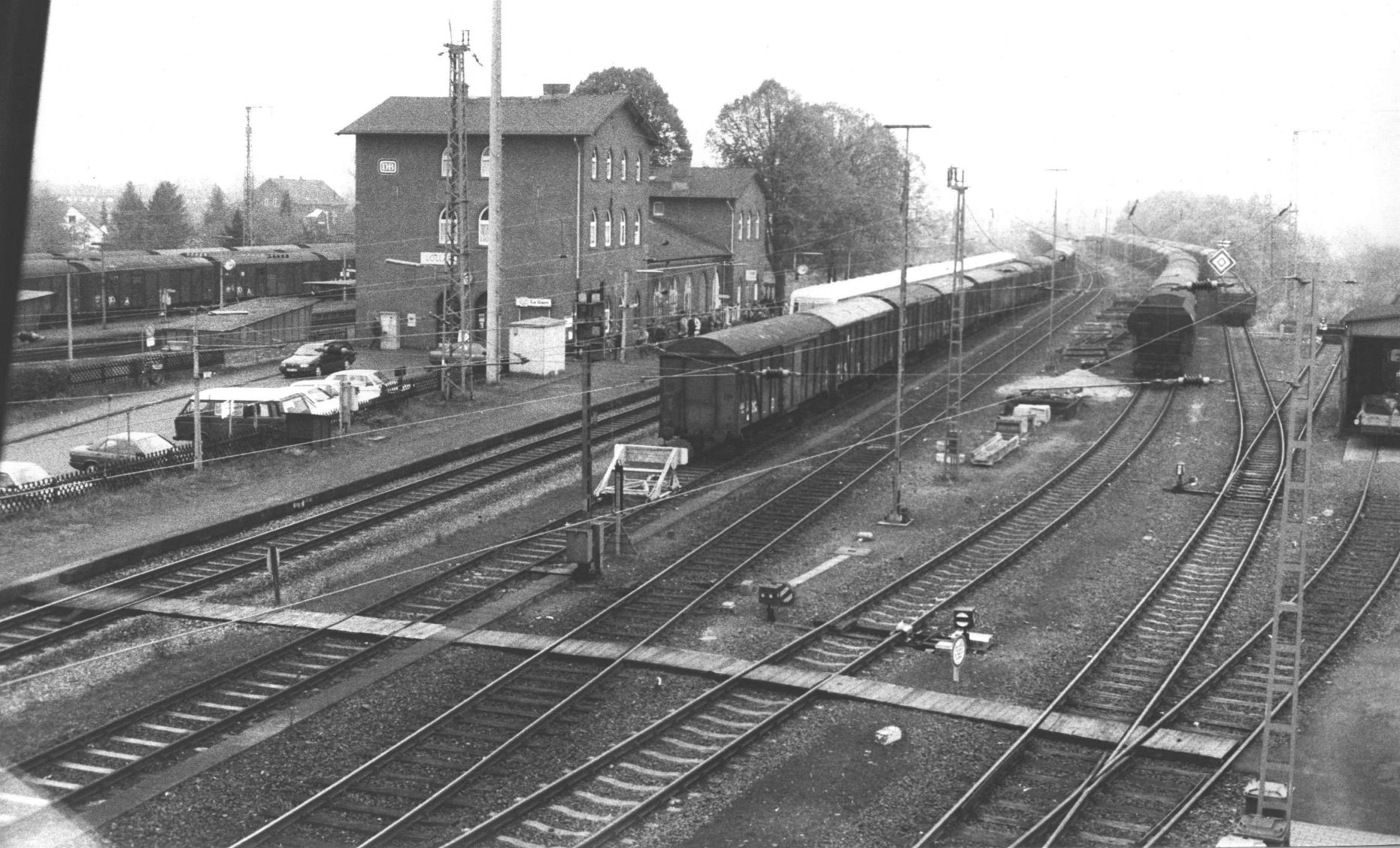
Blick aus dem Fdl.-Stellwerk in südlicher Richtung im Okt. 1993

Der Bahnhof Lollar besaß früher umfangreiche Gleisanlagen mit über 20 Gleisen. Heute werden nur noch vier befahren, die restlichen sind abgebaut oder unbefahrbar. Die Bahnsteige an den Gleisen 1 und 2 sind durch eine Unterführung miteinander verbunden. Hier folgt eine Auflistung der wichtigsten Gleise des Bahnhofs:
- Gleis 1 ist ein Durchgangsgleis und liegt am östlichen Hausbahnsteig des Lollarer Bahnhofs. Hier verkehren die Personenzüge in Richtung Süden, also nach Frankfurt am Main über Gießen, Butzbach, Bad Nauheim und Friedberg.
- Gleis 2 ist ebenfalls ein Durchgangsgleis. Hier verkehren die Züge in nördliche Richtung, also nach Kassel über Niederwalgern, Marburg, Cölbe, Kirchhain, Stadtallendorf, Treysa und Wabern. Es ist nur über die Unterführung erreichbar, die am nördlichen Bahnsteigende einen Treppenaufgang besitzt.
- Gleis 3 teilte sich mit Gleis 2 einen Mittelbahnsteig. Hier fuhren die Züge der Lumdatalbahn ab, die bis 1963 nach Grünberg und bis 1981 nach Londorf fuhren. Ende der 1980er Jahre wurde es zu einem Stumpfgleis gekürzt, welches – wie seitdem auch die Gleise 4 und 5 – nur noch aus südlicher Richtung angefahren werden konnte. Im Sommer 1999 wurde es stillgelegt und zurückgebaut.
- Gleis 4 diente ebenfalls den Zügen der Lumdatalbahn. Es besaß einen Zwischenbahnsteig, welcher zwischen ihm und Gleis 3 lag. Der Bahnsteig war jedoch im Unterschied zu denen an den Gleisen 1/8, 2/3 und 11 nicht befestigt, sondern nur aufgeschüttet.
- Gleis 5 lag östlich des Gleises 4 und diente als Abstell- und Gütergleis. Es besaß keinen Bahnsteig und wurde wie auch die Gleise 3 und 4 im Sommer 1999 zurückgebaut.
- Gleis 7 war ein Ladegleis am Güterschuppen und der sich anschließenden Laderampe. Als die Güterverladung um 2000 eingestellt wurde, verlor es seine Aufgabe und wurde stillgelegt. Heute ist es abgebaut.
- Gleis 8 war ein Stumpfgleis der Kanonenbahn. Es endete südlich vor dem Empfangsgebäude und lag westlich des Bahnsteigs, welcher auch an Gleis 1 liegt. Hier endeten meist die Personenzüge aus Wetzlar. Ende der 1970er Jahre wurde es zurückgebaut, nachdem die Züge seit 1977 Gleis 11 anfuhren.
- Gleis 9 diente dem Umsetzen von Lokomotiven. Es lag westlich von Gleis 8 und endete ebenfalls südlich des Empfangsgebäudes. Es wurde bereits einige Zeit vor Gleis 8 zurückgebaut.
- Gleis 10 war ein Ausziehgleis im nördlichen Bahnhofsteil. Es liegt direkt vor dem Zaun zum Buderus-Werksgelände. Mittlerweile ist es jedoch vom Gleisnetz abgetrennt.
- Gleis 11 befindet sich auf der westlichen Seite des Empfangsgebäudes. Hier fuhren zwischen 1977 und 1980 die in Lollar beginnenden Personenzüge der Kanonenbahn nach Wetzlar ab. Es steht heute für Überholungen zur Verfügung. Nach umfangreichen Umbauarbeiten im nördlichen Gleisfeld gegen Ende der 1980er Jahre kann es auch von den Zügen der Lumdatalbahn genutzt werden. Deshalb fahren die Sonderzüge nach Mainzlar auf diesem Gleis ab, um den Betrieb der Main-Weser-Bahn nicht zu stören.
- Gleis 12 lag an einem unbefestigten Zwischenbahnsteig. Es diente hauptsächlich den Zügen nach Wetzlar. In den 1980er Jahren wurde es zum Stumpfgleis zurückgebaut und konnte nur noch aus südlicher Richtung angefahren werden. Mittlerweile ist es stillgelegt und nicht mehr an das Gleisnetz angeschlossen.
- Gleis 13 befindet sich – wie auch Gleis 12 – auf der westlichen Seite des Empfangsgebäudes. Gleis 13 hat keinen Bahnsteig, es kann aber vom Stellwerk aus die Fahrstraße nach Mainzlar gelegt werden. Hier fahren die Güterzüge der Lumdatalbahn nach Mainzlar. Aus Gleis 13 führt eine Weiche in den intakten, aber ungenutzten Gleisanschluss des Eisenwerkes.
- Gleis 14 lag zwischen den Gleisen 13 und 15. Aufgrund des sehr geringen Abstandes zu den Nachbargleisen (Regellichtraumprofil) wurde es bereits vor sehr langer Zeit abgebaut.
- Gleis 15 war wie die Gleise 13, 14 und 16 ein durchgehendes Gütergleis. Heute ist es stillgelegt und durch den Ausbau von Weichen nicht mehr befahrbar.
- Gleis 16 ist ebenfalls stillgelegt und durch Weichenausbau unbefahrbar. Hier zweigten einige Rangier- und Verladegleise ab. Es war das westlichste Durchgangsgleis des Bahnhofes.
- Gleis 17 war ein kurzes Stumpfgleis und führte in den Kleinlokschuppen. Dort war eine Kleinlok des Types Köf stationiert, die Rangierarbeiten im Bahnhof absolvierte.
- Gleis 19 lag auf einem Ablaufberg[12] und zweigte von Gleis 20 ab. Es diente dem Rangieren von Güterzügen.
- Gleis 20 lag im südlichen, in Richtung Wetzlar weisenden ehemaligen Gleisfeld. Es hatte eine Verladestation für Waschkies aus dem benachbarten Kiesabbaugebiet, welche bis zur Einstellung des Abbaus Anfang der 1970er Jahre genutzt wurde. Seit 1973 ist in der ehemaligen Grube das Naherholungsgebiet Wißmarer See.

Quellen:

### Weitere Bahngebäude

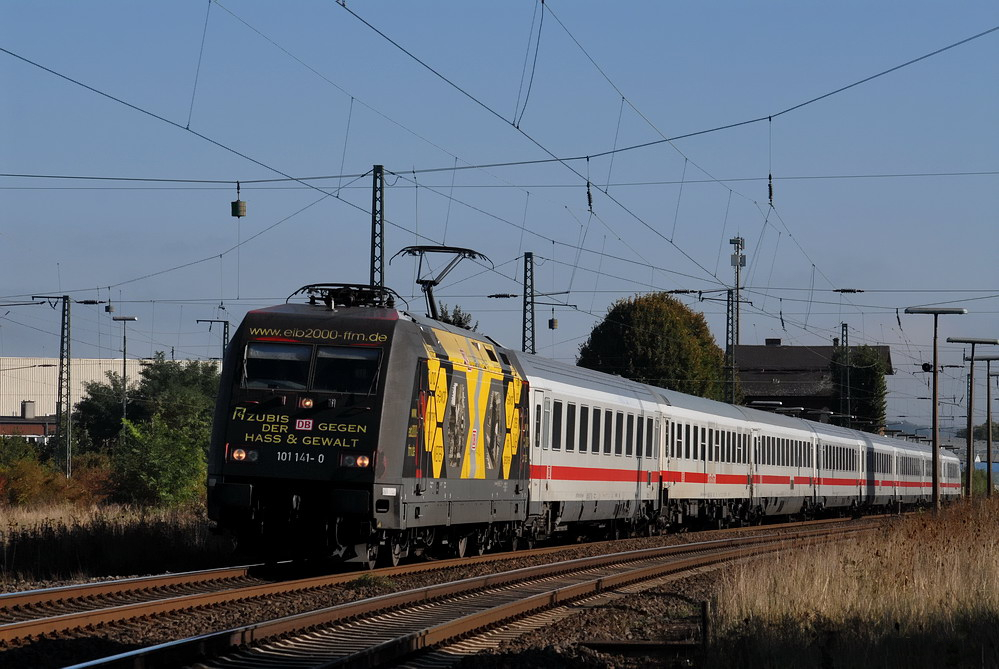
Durchfahrender InterCity mit Aktionslok „Azubis gegen Hass & Gewalt“

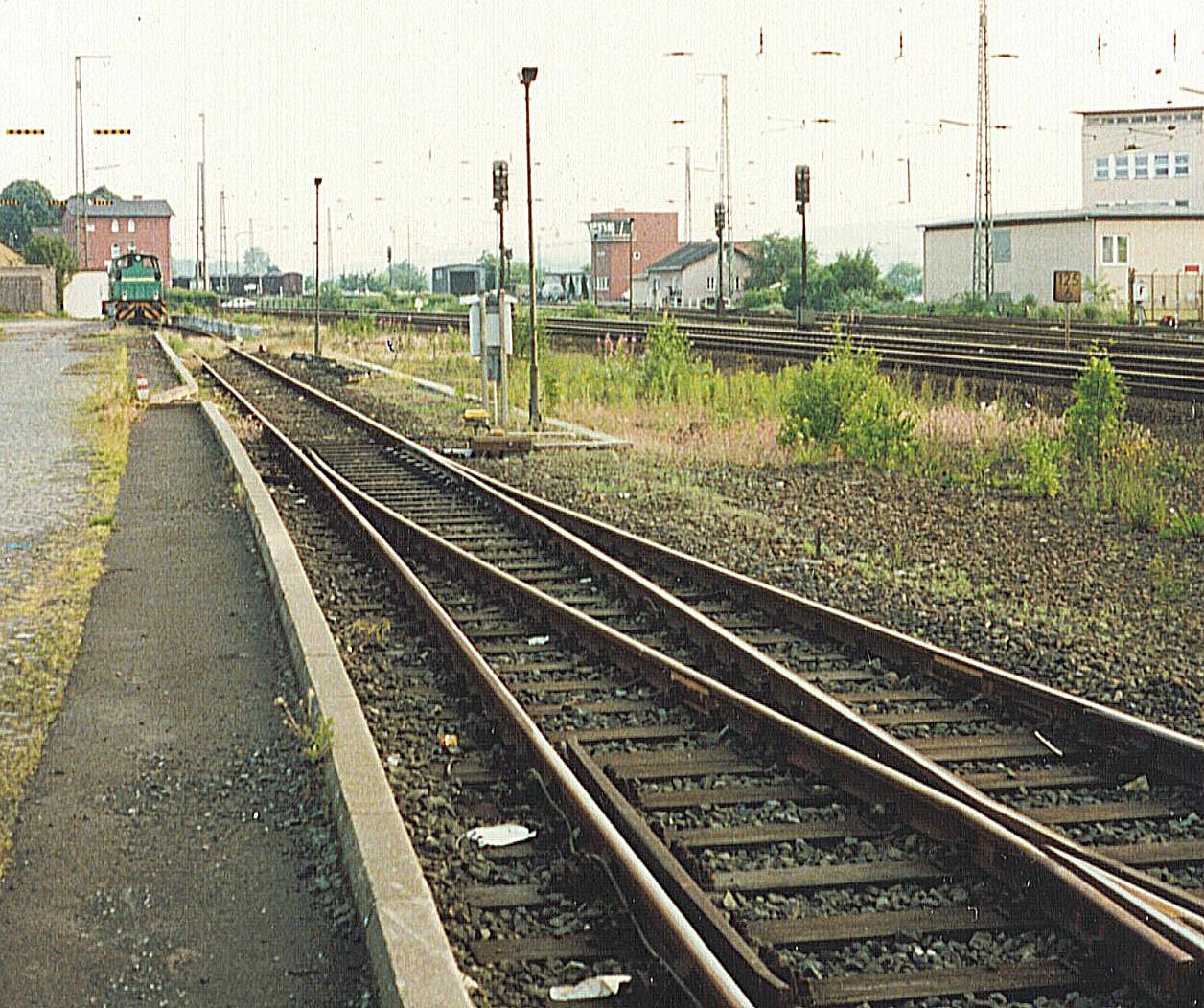
Im Bildhintergrund die Anordnung verschiedener Bahngebäude in südwestlicher Blickrichtung von der Ortsgüteranlage aus gesehen. Im Vordergrund Gleis 7 bzw. 57, in dem im Juni 1992 die Werkslok vorübergehend abgestellt war

Hinter der südlichen Seite des Empfangsgebäudes steht am ehemaligen Prellbock von Gleis 8 (zwischen den Gleisen 1 und 11) ein garagenähnliches Gebäude, welches seit einigen Jahren ungenutzt ist. Früher war dort eine elektrisch betriebene „Karre“ mit Akku untergebracht, die Expressgut von den Zügen ver- und entlud. Dieses wurde mit ihr in die der Fahrkartenausgabe räumlich angegliederten Expressgutabfertigung gefahren. Ende der 1980er Jahre wurde diese eingestellt.
Außerdem existierte zwischen den Gleisen 11 und 8 noch ein Sozialgebäude, welches sich neben der Garage befand. Mit dem Rückbau von Gleis 8 wurde dieser Bau jedoch abgerissen.
Ebenfalls vorhanden war eine Signalmeisterei. Das Gebäude wurde nach langem Leerstand im Juni 2009 abgerissen.

#### Stellwerke
Aufgrund der abzweigenden Strecken und der umfangreichen Gleisanlagen gab es in Lollar einst zwei Stellwerke. Das Stellwerk Lf befand sich nördlich des Empfangsgebäudes zwischen den Gleisen 1 und 11. Es wurde um 1880 errichtet und diente bis zum 9. November 1969. Bereits einen Tag später begann der Abriss. Das zweite Stellwerk, Ls, befand sich neben der Lumdabrücke im südlichen Bahnhofsende und ist ebenfalls abgerissen. 1967 wurde mit der Elektrifizierung der Main-Weser-Bahn im nördlichen Bahnhofsbereich ein neues Fahrdienstleiterstellwerk in Betrieb genommen.
Das 1967 eröffnete Stellwerk des Typs Sp Dr S60 trägt die Bezeichnung Lf und ist durchgehend von einem Fahrdienstleiter besetzt. Es befindet sich zwischen den Gleisanlagen und der Justus-Kilian-Straße. Aus Anlass des 40-jährigen Bestehens des neuen Stellwerks wurde 2007 eine Festschrift aufgelegt.

#### Lok- und Güterschuppen
Ein Kleinlokschuppen stand südlich des Stellwerkes und war mit Gleis 17 an das restliche Gleisnetz angeschlossen. Es handelte sich dabei um einen einständigen Schuppen aus Wellblech, der an zwei Seiten oben ein Fenster besaß. Er beherbergte eine Kleinlok des Typs Köf, die Rangierarbeiten im Bahnhof absolvierte. Im Inneren befanden sich ein paar Schilder. In den 1970er Jahren kam es zu einem Unfall, der den Lokschuppen stark beschädigte: Eine Rangierabteilung ist unbeabsichtigt durch den Schuppen durchgefahren und hat dabei die Rückwand durchbrochen. Im Mai 2008 wurde er nach Leerstand mit anderen Gebäuden, die sich am Stellwerk befanden, abgerissen.
Die Ortsgüteranlage befindet sich im nördlichen Gleisfeld neben dem alten Empfangsgebäude. Sie bestand aus einer Laderampe mit Ladestraße, einem Güterschuppen und einer Lager- und Abstellfläche. Obwohl auf der Laderampe noch bis etwa 2000 verladen wurde, steht der benachbarte Güterschuppen seit der Aufgabe des Warenumschlages Mitte der 1970er Jahre leer. Er soll in nächster Zeit abgerissen werden, da er stark beschädigt ist. Die Zufahrt erfolgt über die Straße Am alten Bahnhof, die auch zum alten Empfangsgebäude führt.

## Bedienungsangebot

### Regelverkehr
In Lollar halten alle auf der Main-Weser-Bahn verkehrenden Regionalbahnen und der Mittelhessen-Express (Treysa – Frankfurt Hbf). Der Regional-Express Kassel Hbf – Frankfurt Hbf und die InterCitys fahren ohne Halt durch den Bahnhof, halten jedoch im acht Kilometer entfernten Gießen. Die Züge werden von der Deutschen Bahn AG und der Hessischen Landesbahn (HLB) betrieben.
Seit 2006 verkehrt der Mittelhessen-Express (zunächst SE 30, seit 2017 RB 41). Er beginnt in Treysa und hält bis Gießen an jeder Haltestelle. Dort wird er mit dem aus Dillenburg kommenden Zug gekoppelt und fährt nach Frankfurt, wobei er dann nur noch in größeren Städten hält. Mit dem Fahrplanwechsel 2010/2011 am 12. Dezember 2010 übernahm die Hessische Landesbahn die Verkehrsleistungen der RB 30 (jetzt RE 98) Marburg–Gießen, die inzwischen nicht mehr in Lollar hält. In den Hauptverkehrszeiten gibt es zusätzliche Verstärkerzüge, die teilweise von den herkömmlichen Linienwegen abweichen. Der Bahnhof Lollar liegt im Tarifgebiet des Rhein-Main-Verkehrsverbundes (RMV). Vor dem Gebäude steht ein Fahrscheinautomat. Die RMV-Tarifwabe von Lollar ist 1556. Personenverkehr findet zurzeit (Stand 2023) zwischen 4:20 Uhr und 1:56 Uhr, Samstag und Sonntag durchgehend, Güterverkehr täglich über 24 Stunden statt.
| Linie | Verlauf | Takt | Betreiber      |
| ----- | --- | --- | -------------- |
| RE 30 | Main-Weser-Bahn: Frankfurt (Main) Hbf – Frankfurt (Main) West – Friedberg (Hess) – Bad Nauheim – Ostheim (b Butzbach) – Butzbach – Kirch Göns – Lang Göns – Großen Linden – Gießen – Lollar – Friedelhausen – Fronhausen (Lahn) – Niederwalgern – Marburg Süd – Marburg (Lahn) – Kirchhain (Bz Kassel) – Stadtallendorf – Neustadt (Kr Marburg) – Treysa – Borken (Hess) – Wabern (Bz Kassel) – Kassel-Wilhelmshöhe – Kassel Hbf Stand: Fahrplanwechsel Dezember 2021 | einzelne Züge zur HVZ | DB Regio Mitte |
| RB 41 | Mittelhessen-Express: Frankfurt (Main) Hbf – Frankfurt (Main) West (– Bad Vilbel) (zweistdl.) – Friedberg (Hess) – Bad Nauheim (– Ostheim (b Butzbach)) (zweistdl.) – Butzbach (– Kirch Göns – Lang Göns – Großen Linden) (zweistdl.) – Gießen – Gießen Oswaldsgarten – Lollar – Friedelhausen – Fronhausen (Lahn) – Niederwalgern – Niederweimar – Marburg Süd – Marburg (Lahn) – Cölbe – Bürgeln – Anzefahr – Kirchhain (Bz Kassel) – Stadtallendorf (– Neustadt (Kr Marburg) – Schwalmstadt-Wiera – Treysa) (wochentags) Flügelung in Gießen. Zugteil nach Dillenburg als RB 40. Stand: Fahrplanwechsel Dezember 2021 | 60 min 40/80 min (Frankf.–Gießen) 30 min (Gießen–Marb. wochentags) 120 min (Marb.–Stadtallend. Wochenende) 120 min (Stadtallend.–Treysa) | HLB Hessenbahn |

Die Fahrzeit nach Gießen dauert neun Minuten, nach Frankfurt am Main sind es mit dem Mittelhessen-Express 63 bis 66 Minuten und mit dem Main-Sieg-Express 52 Minuten. In der anderen Richtung ist Marburg in 20 bis 26 Minuten erreichbar. Bei einer Reise nach Kassel muss in Marburg oder Treysa umgestiegen werden.

### Sonderverkehr
Jedes Jahr findet in Lollar am ersten Sonntag im September der Schmaadleckermarkt statt. Zu diesem Krämermarkt fahren auf dem Reststück der Lumdatalbahn Sonderzüge, die in Lollar beginnen bzw. enden. 2007 nutzten 600 Personen das Angebot. Auch zu weiteren Veranstaltungen wie dem autofreien Sonntag im Lumdatal gibt es Sonderverkehre, die teilweise mit historischen Schienenfahrzeugen abgewickelt werden. Die Sonderzüge fahren in der Regel von Gleis 11 (westlich des Empfangsgebäudes) ab. Es war geplant, während des Hessentages 2012 in Wetzlar Sonderzüge auf der Lumdatalbahn verkehren zu lassen.

## Lage/Einbindung in die Stadt
Der Bahnhof liegt im westlichen Stadtgebiet und grenzt die Wohnsiedlung von einem Industriegebiet ab. Östlich von Lollar verläuft die zur „gelben Autobahn“ vierstreifig ausgebaute Bundesstraße 3, mit der man Marburg und Gießen schnell erreichen kann. Sie verläuft des Weiteren bis nach Frankfurt am Main und Kassel. Die nächstgelegene Anschlussstelle heißt Staufenberg-Süd/Lollar-Süd und ist mit dem Auto in etwa zwei Minuten erreichbar.
Im nördlichen Bahnhofsbereich unterquert die Bahnhofstraße die Bahnlinie. Von ihr zweigt zwischen den östlichen und westlichen Gleisanlagen ein Weg ab, der zu einem nördlich des Empfangsgebäudes liegenden Parkplatzes führt, welcher ebenfalls zwischen den Gleisen liegt.
Im Bereich des ehemaligen Güterschuppens bestehen seit dem Jahr 2019 51 P+R Pärkplatze.

### Busverbindungen
Lollar ist mit drei Linien an das regionale Busnetz angeschlossen. Bis auf die Linie 52 halten alle in der Nähe des Bahnhofs. Eine Haltestelle Bahnhof existiert nicht. Die nächstgelegene Bushaltestelle Lollar Ortsmitte in der Marburger Straße ist 500 m entfernt. Dort halten folgende Linien:
- Linie 51: (Gießen –) Lollar – Ruttershausen – Odenhausen – Salzböden[20]
- Linie 520: Gießen – Lollar – Staufenberg – Allendorf – Rabenau – Grünberg[21]